# Diporiphora magna
Diporiphora magna — вид ігуаноподібних ящірок родини агамових (Agamidae). Ендемік Австралії.

## Поширення і екологія
Diporiphora magna мешкають в регіоні Кімберлі на півночі Західної Австралії, на півночі Північної Території, а також на північному заході Квінсленду. Вони живуть в евкаліптових і мішаних рідколіссях, на прибережних дюнах та на кам'янистих схилах і рівнинах.